# Lista volumelor publicate în Colecția Atlas
Aceasta este o listă a volumelor publicate în Colecția „Atlas”, de la Editura Albatros. În această colecție de non-ficțiune au fost publicate biografii, jurnale (de călătorie), memorii, eseuri.

## Lista
| Autor(i)                               | Titlu                                               | Titlu original                           | Traducător(i)       | Data apariției | Note / Ref.  |
| -------------------------------------- | --------------------------------------------------- | ---------------------------------------- | ------------------- | -------------- | ------------ |
| Marieta Nicolau                        | Alaska, patria totemurilor                          | -                                        | -                   | 1971           | [ 2 ]        |
| Mihai Iancu                            | În împărăția nisipurilor                            | -                                        | -                   | 1971           | [ 4 ] [ 5 ]  |
| Mihai Gheorghe Andrieș                 | Sahara necunoscută                                  | -                                        | -                   | 1974           | [ 6 ]        |
| Gabriela Manolescu                     | Țara șarpelui cu pene                               | -                                        | -                   | 1974           | [ 7 ]        |
| Gheorghe Neamu                         | Am fost în Antarctica                               | -                                        | -                   | 1974           | [ 8 ]        |
| Vintilă Mihăilescu                     | Lecturi geografice                                  | -                                        | -                   | 1974           | [ 9 ]        |
| Wiktor Ostrowski                       | Viața marelui fluviu                                | Życie Wielkiej Rzeki                     | Maria Vircioroveanu | 1975           | [ 10 ]       |
| Alexandru Popescu, Cornelia Belcin     | Vikingii                                            | -                                        | -                   | 1976           | [ 11 ]       |
| Victor Tufescu                         | Popasuri prin țară                                  |                                          |                     | 1976           | [ 12 ]       |
| Ioan Șt. Radu                          | Patagonezii. Oamenii de la capătul Pămîntului       | -                                        | -                   | 1977           | [ 13 ]       |
| Modest Guțu                            | Sub soarele Antilelor                               | -                                        | -                   | 1977           | [ 14 ]       |
| Paul Decei                             | Străbătând văile carpatine                          | -                                        | -                   | 1977           | [ 15 ]       |
| Ioan Stăncescu                         | Caucazul Oameni, fapte, locuri                      | -                                        | -                   | 1978           | [ 16 ]       |
| Ioan Șerbănescu                        | Traversând Sahara                                   |                                          |                     | 1979           | [ 17 ]       |
| Valentin Hossu-Longin                  | Prin țara trandafirilor                             | -                                        | -                   | 1979           | [ 18 ]       |
| Alina Centkiewicz, Czesław Centkiewicz | Nu i-a călăuzit Steaua Polară                       | Nie prowadziła ich Gwiazda Polarna       | Elena Linta         | 1980           | copertă dură |
| Dorin Iancu                            | Prin țările Aurorei Boreale                         | -                                        | -                   | 1980           | [ 21 ]       |
| Eugen Pop                              | Chei pentru porțile Anzilor                         | -                                        | -                   | 1980           | [ 22 ]       |
| Horia C. Matei                         | Țara cangurului                                     | -                                        | -                   | 1980           | [ 23 ]       |
| Ion Manta, Ana-Maria Manta             | Terra - mic buletin de identitate                   | -                                        | -                   | 1982           | [ 24 ]       |
| Șerban Gheorghiu                       | Orizont mediteranean                                | -                                        | -                   | 1982           | [ 25 ]       |
| Emanoil Grigorescu                     | Burundi, Oameni, fapte, locuri                      | -                                        | -                   | 1983           | [ 26 ]       |
| Mihai Iancu                            | Portret de plai românesc                            | -                                        | -                   | 1983           | [ 27 ]       |
| Paul Decei                             | Pe plaiuri și văi carpatine                         | -                                        | -                   | 1983           | [ 28 ]       |
| Valentin Borda                         | Hronic pe glob, Noua călători români                | -                                        | -                   | 1983           | [ 29 ]       |
| Smaranda Oțeanu                        | Nigeria - țara ritmurilor fierbinți                 | -                                        | -                   | 1983           | [ 30 ]       |
| Geo Iordache                           | Din Thailanda în insula Bali                        | -                                        | -                   | 1984           | [ 31 ]       |
| Veselina Urucu, Aurel Zamfirescu       | Sahelul                                             | -                                        | -                   | 1984           | [ 32 ]       |
| Alfred Edmund Brehm                    | Călătorie în Africa                                 | ? Reiseskizzen aus Nordost-Afrika (1853) | Radu Ianculescu     | 1985           | [ 33 ]       |
| Constantin Chifanie-Drăgușani          | Peisaje în mișcare                                  | -                                        | -                   | 1985           | [ 34 ]       |
| Dorin Iancu                            | Arcul Antilelor                                     | -                                        | -                   | 1985           | [ 35 ]       |
| Ioan Meițoiu                           | Soarele alb de la miezul nopții                     | -                                        | -                   | 1985           | [ 36 ]       |
| Maria Roșca                            | Popasuri australiene                                | -                                        | -                   | 1985           | [ 37 ]       |
| Octavian Lutaș                         | Zodia leopardului                                   | -                                        | -                   | 1985           | [ 38 ]       |
| Alexandru Retinschi                    | Orizonturi Polare Cucerirea Arcticii și Antarcticii | -                                        | -                   | 1986           | [ 39 ]       |
| Adina M. Arsenescu                     | Raze de soare                                       | -                                        | -                   | 1987           | [ 40 ]       |
| Veselina Urucu, Aurel Zamfirescu       | Popas în insula comorilor                           | -                                        | -                   | 1987           | [ 41 ]       |

## Legături externe
- Colecția Atlas, targulcartii.ro